# Iryna Zhuk
Iryna Zhuk (en bielorruso: Ірына Жук, nacida como Iryna Yakaltsevich, Grodno, 26 de enero de 1993) es una deportista bielorrusa que compite en atletismo, especialista en la prueba de salto con pértiga. Está casada con el atleta Vitali Zhuk.
Ganó una medalla de bronce en el Campeonato Europeo de Atletismo en Pista Cubierta de 2021. Participó en dos Juegos Olímpicos de Verano, en los años 2016 y 2020, ocupando el octavo lugar en Tokio 2020, en su especialidad.

## Palmarés internacional
| Campeonato Europeo en Pista Cubierta | Campeonato Europeo en Pista Cubierta | Campeonato Europeo en Pista Cubierta | Campeonato Europeo en Pista Cubierta |
| Año                                  | Lugar                                | Medalla                              | Prueba                               |
| ------------------------------------ | ------------------------------------ | ------------------------------------ | ------------------------------------ |
| 2021                                 | Toruń (Polonia)                      | Medalla de bronce                    | Salto con pértiga                    |